# Kvalifikace na Mistrovství světa ve fotbale 2006 (UEFA) – skupina 2
Zápasy této kvalifikační skupiny na Mistrovství světa ve fotbale 2006 se konaly v letech 2004 a 2005. Ze sedmi účastníků si postup na závěrečný turnaj vybojoval vítěz skupiny. Celek na druhém místě v závislosti na žebříčku týmů na druhých místech buď také přímo postoupil (v případě, že byl mezi dvěma nejlepšími), nebo hrál baráž.

## Tabulka
| Tým        | Z  | V | R | P  | GV | GI | +/− | B  |
| ---------- | -- | - | - | -- | -- | -- | --- | -- |
| Ukrajina   | 12 | 7 | 4 | 1  | 18 | 7  | +11 | 25 |
| Turecko    | 12 | 6 | 5 | 1  | 23 | 9  | +14 | 23 |
| Dánsko     | 12 | 6 | 4 | 2  | 24 | 12 | +12 | 22 |
| Řecko      | 12 | 6 | 3 | 3  | 15 | 9  | +6  | 21 |
| Albánie    | 12 | 4 | 1 | 7  | 11 | 20 | −9  | 13 |
| Gruzie     | 12 | 2 | 4 | 6  | 14 | 25 | −11 | 10 |
| Kazachstán | 12 | 0 | 1 | 11 | 6  | 29 | −23 | 1  |

## Zápasy
| 4. září 2004 20:00 |          |           |                                                                      |
| Dánsko             | 1 – 1    | Ukrajina  | Parken Stadium, Kodaň diváci: 36 335 rozhodčí: Urs Meier (Švýcarsko) |
| Jørgensen 9'       | (Report) | Husin 56' | Parken Stadium, Kodaň diváci: 36 335 rozhodčí: Urs Meier (Švýcarsko) |

| 4. září 2004 20:00 |          |              | |
| Turecko            | 1 – 1    | Gruzie       | Trabzon Hüseyin Avni Aker Stadium, Trabzon diváci: 10 169 rozhodčí: Luis Medina Cantalejo (Španělsko) |
| Tekke 49'          | (Report) | Asatiani 85' | Trabzon Hüseyin Avni Aker Stadium, Trabzon diváci: 10 169 rozhodčí: Luis Medina Cantalejo (Španělsko) |

| 4. září 2004 20:45  |          |                    |                                                                                     |
| Albánie             | 2 – 1    | Řecko              | Qemal Stafa, Tirana diváci: 15 800 rozhodčí: Eduardo Iturralde González (Španělsko) |
| Murati 2' Aliaj 11' | (Report) | Giannakopoulos 38' | Qemal Stafa, Tirana diváci: 15 800 rozhodčí: Eduardo Iturralde González (Španělsko) |

| 8. září 2004 20:00          |          |         |                                                                                        |
| Gruzie                      | 2 – 0    | Albánie | Mikheil Meskhi Stadium, Tbilisi diváci: 20 000 rozhodčí: Mark Courtney (Severní Irsko) |
| Iashvili 15' Demetradze 91' | (Report) |         | Mikheil Meskhi Stadium, Tbilisi diváci: 20 000 rozhodčí: Mark Courtney (Severní Irsko) |

| 8. září 2004 21:00 |          |                     |                                                                                     |
| Kazachstán         | 1 – 2    | Ukrajina            | Almaty Central Stadium, Almaty diváci: 23 000 rozhodčí: Pedro Proença (Portugalsko) |
| Karpovich 34'      | (Report) | Bělik 14' Rotan 90' | Almaty Central Stadium, Almaty diváci: 23 000 rozhodčí: Pedro Proença (Portugalsko) |

| 8. září 2004 21:45 |          |         |                                                                              |
| Řecko              | 0 – 0    | Turecko | Karaiskakis Stadium, Piraeus diváci: 32 182 rozhodčí: Anders Frisk (Švédsko) |
|                    | (Report) |         | Karaiskakis Stadium, Piraeus diváci: 32 182 rozhodčí: Anders Frisk (Švédsko) |

| 9. října 2004 19:15 |          |              | |
| Ukrajina            | 1 – 1    | Řecko        | Olympijskyj National Sports Complex, Kyjev diváci: 56 000 rozhodčí: Manuel Mejuto González (Španělsko) |
| Ševčenko 48'        | (Report) | Tsiartas 83' | Olympijskyj National Sports Complex, Kyjev diváci: 56 000 rozhodčí: Manuel Mejuto González (Španělsko) |

| 9. října 2004 20:00                     |          |            |                                                                                        |
| Turecko                                 | 4 – 0    | Kazachstán | Şükrü Saracoğlu Stadium, Istanbul diváci: 39 900 rozhodčí: Vladimír Hriňák (Slovensko) |
| Gökdeniz 17' Nihat 50' Tekke 90', 90+3' | (Report) |            | Şükrü Saracoğlu Stadium, Istanbul diváci: 39 900 rozhodčí: Vladimír Hriňák (Slovensko) |

| 9. října 2004 20:45 |          |                            |                                                                    |
| Albánie             | 0 – 2    | Dánsko                     | Qemal Stafa, Tirana diváci: 14 500 rozhodčí: Yuri Baskakov (Rusko) |
|                     | (Report) | Jørgensen 52' Tomasson 72' | Qemal Stafa, Tirana diváci: 14 500 rozhodčí: Yuri Baskakov (Rusko) |

| 13. října 2004 19:15   |          |        |                                                                         |
| Ukrajina               | 2 – 0    | Gruzie | Ukraina Stadium, Lvov diváci: 28 000 rozhodčí: Wolfgang Stark (Německo) |
| Bělik 12' Ševčenko 79' | (Report) |        | Ukraina Stadium, Lvov diváci: 28 000 rozhodčí: Wolfgang Stark (Německo) |

| 13. října 2004 20:00 |          |           |                                                                                   |
| Kazachstán           | 0 – 1    | Albánie   | Almaty Central Stadium, Almaty diváci: 12 300 rozhodčí: Fritz Stuchlik (Rakousko) |
|                      | (Report) | Bushi 61' | Almaty Central Stadium, Almaty diváci: 12 300 rozhodčí: Fritz Stuchlik (Rakousko) |

| 13. října 2004 20:00 |          |           |                                                                           |
| Dánsko               | 1 – 1    | Turecko   | Parken Stadium, Kodaň diváci: 41 331 rozhodčí: Massimo De Santis (Itálie) |
| Tomasson 27' (pen.)  | (Report) | Nihat 70' | Parken Stadium, Kodaň diváci: 41 331 rozhodčí: Massimo De Santis (Itálie) |

| 17. listopadu 2004 20:30 |          |                             |                                                                                          |
| Turecko                  | 0 – 3    | Ukrajina                    | Şükrü Saracoğlu Stadium, Istanbul diváci: 40 486 rozhodčí: Lucílio Batista (Portugalsko) |
|                          | (Report) | Husyev 8' Ševčenko 17', 88' | Şükrü Saracoğlu Stadium, Istanbul diváci: 40 486 rozhodčí: Lucílio Batista (Portugalsko) |

| 17. listopadu 2004 21:00    |          |                  |                                                                                    |
| Gruzie                      | 2 – 2    | Dánsko           | Mikheil Meskhi Stadium, Tbilisi diváci: 20 000 rozhodčí: Darko Čeferin (Slovinsko) |
| Demetradze 33' Asatiani 76' | (Report) | Tomasson 7', 64' | Mikheil Meskhi Stadium, Tbilisi diváci: 20 000 rozhodčí: Darko Čeferin (Slovinsko) |

| 17. listopadu 2004 21:30            |          |             |                                                                                       |
| Řecko                               | 3 – 1    | Kazachstán  | Karaiskakis Stadium, Piraeus diváci: 31 838 rozhodčí: Kostadin Kostadinov (Bulharsko) |
| Charisteas 24', 46' Katsouranis 85' | (Report) | Baltiev 88' | Karaiskakis Stadium, Piraeus diváci: 31 838 rozhodčí: Kostadin Kostadinov (Bulharsko) |

| 9. února 2005 19:45 |          |                     |                                                                       |
| Albánie             | 0 – 2    | Ukrajina            | Qemal Stafa, Tirana diváci: 12 000 rozhodčí: Stephen Bennett (Anglie) |
|                     | (Report) | Rusol 40' Husin 59' | Qemal Stafa, Tirana diváci: 12 000 rozhodčí: Stephen Bennett (Anglie) |

| 9. února 2005 21:30              |          |               |                                                                                  |
| Řecko                            | 2 – 1    | Dánsko        | Karaiskakis Stadium, Piraeus diváci: 32 430 rozhodčí: Pierluigi Collina (Itálie) |
| Zagorakis 25' Basinas 32' (pen.) | (Report) | Rommedahl 46' | Karaiskakis Stadium, Piraeus diváci: 32 430 rozhodčí: Pierluigi Collina (Itálie) |

| 26. března 2005 20:00                |          |         |                                                                               |
| Turecko                              | 2 – 0    | Albánie | BJK İnönü Stadium, Istanbul diváci: 32 000 rozhodčí: Konrad Plautz (Rakousko) |
| Necati 3' (pen.) Yıldıray Baştürk 5' | (Report) |         | BJK İnönü Stadium, Istanbul diváci: 32 000 rozhodčí: Konrad Plautz (Rakousko) |

| 26. března 2005 20:00          |          |            |                                                                           |
| Dánsko                         | 3 – 0    | Kazachstán | Parken Stadium, Kodaň diváci: 20 980 rozhodčí: Grzegorz Gilewski (Polsko) |
| Møller 10', 48' C. Poulsen 33' | (Report) |            | Parken Stadium, Kodaň diváci: 20 980 rozhodčí: Grzegorz Gilewski (Polsko) |

| 26. března 2005 20:30 |          |                                          |                                                                                   |
| Gruzie                | 1 – 3    | Řecko                                    | Mikheil Meskhi Stadium, Tbilisi diváci: 23 000 rozhodčí: Roberto Rosetti (Itálie) |
| Asatiani 22'          | (Report) | Kapsis 43' Vryzas 44' Giannakopoulos 53' | Mikheil Meskhi Stadium, Tbilisi diváci: 23 000 rozhodčí: Roberto Rosetti (Itálie) |

| 30. března 2005 19:15 |          |        |                                                                                              |
| Ukrajina              | 1 – 0    | Dánsko | Olympijskyj National Sports Complex, Kyjev diváci: 60 000 rozhodčí: Ľuboš Micheľ (Slovensko) |
| Voronin 68'           | (Report) |        | Olympijskyj National Sports Complex, Kyjev diváci: 60 000 rozhodčí: Ľuboš Micheľ (Slovensko) |

| 30. března 2005 20:30          |          |                                               |                                                                               |
| Gruzie                         | 2 – 5    | Turecko                                       | Mikheil Meskhi Stadium, Tbilisi diváci: 10 000 rozhodčí: Terje Hauge (Norsko) |
| Amisulashvili 13' Iashvili 40' | (Report) | Tolga 12' Tekke 20', 35' Koray 72' Tuncay 89' | Mikheil Meskhi Stadium, Tbilisi diváci: 10 000 rozhodčí: Terje Hauge (Norsko) |

| 30. března 2005 21:30         |          |         |                                                                                |
| Řecko                         | 2 – 0    | Albánie | Karaiskakis Stadium, Piraeus diváci: 31 700 rozhodčí: Bertrand Layec (Francie) |
| Charisteas 33' Karagounis 84' | (Report) |         | Karaiskakis Stadium, Piraeus diváci: 31 700 rozhodčí: Bertrand Layec (Francie) |

| 4. června 2005 19:15           |          |            |                                                                                              |
| Ukrajina                       | 2 – 0    | Kazachstán | Olympijskyj National Sports Complex, Kyjev diváci: 45 000 rozhodčí: Gerald Lehner (Rakousko) |
| Ševčenko 18' Avdějev 83' (vl.) | (Report) |            | Olympijskyj National Sports Complex, Kyjev diváci: 45 000 rozhodčí: Gerald Lehner (Rakousko) |

| 4. června 2005 20:30   |          |                               |                                                                    |
| Albánie                | 3 – 2    | Gruzie                        | Qemal Stafa, Tirana diváci: 0 rozhodčí: Alexandru Tudor (Rumunsko) |
| Tare 6', 56' Skela 33' | (Report) | Burduli 85' Kobiashvili 90+4' | Qemal Stafa, Tirana diváci: 0 rozhodčí: Alexandru Tudor (Rumunsko) |

| 4. června 2005 21:00 |          |       |                                                                            |
| Turecko              | 0 – 0    | Řecko | BJK İnönü Stadium, Istanbul diváci: 26 700 rozhodčí: Markus Merk (Německo) |
|                      | (Report) |       | BJK İnönü Stadium, Istanbul diváci: 26 700 rozhodčí: Markus Merk (Německo) |

| 8. června 2005 20:00         |          |             |                                                                           |
| Dánsko                       | 3 – 1    | Albánie     | Parken Stadium, Kodaň diváci: 26 366 rozhodčí: Peter Fröjdfeldt (Švédsko) |
| Larsen 5', 47' Jørgensen 55' | (Report) | Bogdani 73' | Parken Stadium, Kodaň diváci: 26 366 rozhodčí: Peter Fröjdfeldt (Švédsko) |

| 8. června 2005 21:00 |          |                                                               |                                                                                  |
| Kazachstán           | 0 – 6    | Turecko                                                       | Almaty Central Stadium, Almaty diváci: 20 000 rozhodčí: Viktor Kassai (Maďarsko) |
|                      | (Report) | Tekke 13', 85' Toraman 15' Tuncay 41', 90' Halil Altıntop 88' | Almaty Central Stadium, Almaty diváci: 20 000 rozhodčí: Viktor Kassai (Maďarsko) |

| 8. června 2005 21:30 |          |           |                                                                                 |
| Řecko                | 0 – 1    | Ukrajina  | Karaiskakis Stadium, Piraeus diváci: 33 500 rozhodčí: René Temmink (Nizozemsko) |
|                      | (Report) | Husin 82' | Karaiskakis Stadium, Piraeus diváci: 33 500 rozhodčí: René Temmink (Nizozemsko) |

| 17. srpna 2005 18:00 |          |                     |                                                                                     |
| Kazachstán           | 1 – 2    | Gruzie              | Almaty Central Stadium, Almaty diváci: 9 000 rozhodčí: Richard Havrilla (Slovensko) |
| Kenzhekhanov 23'     | (Report) | Demetradze 50', 82' | Almaty Central Stadium, Almaty diváci: 9 000 rozhodčí: Richard Havrilla (Slovensko) |

| 3. září 2005 20:00     |          |               |                                                                       |
| Albánie                | 2 – 1    | Kazachstán    | Qemal Stafa, Tirana diváci: 3 000 rozhodčí: Krzysztof Słupik (Polsko) |
| Myrtaj 53' Bogdani 56' | (Report) | Nizovtsev 62' | Qemal Stafa, Tirana diváci: 3 000 rozhodčí: Krzysztof Słupik (Polsko) |

| 3. září 2005 20:15 |          |           |                                                                                 |
| Gruzie             | 1 – 1    | Ukrajina  | Mikheil Meskhi Stadium, Tbilisi diváci: 0 rozhodčí: Tom Henning Øvrebø (Norsko) |
| Gakhokidze 89'     | (Report) | Rotan 43' | Mikheil Meskhi Stadium, Tbilisi diváci: 0 rozhodčí: Tom Henning Øvrebø (Norsko) |

| 3. září 2005 21:00 |          |                          |                                                                                         |
| Turecko            | 2 – 2    | Dánsko                   | BJK İnönü Stadium, Istanbul diváci: 29 721 rozhodčí: Manuel Mejuto González (Španělsko) |
| Okan 47' Tümer 80' | (Report) | C. Jensen 40' Larsen 93' | BJK İnönü Stadium, Istanbul diváci: 29 721 rozhodčí: Manuel Mejuto González (Španělsko) |

| 7. září 2005 19:00 |          |                                       |                                                                                    |
| Kazachstán         | 1 – 2    | Řecko                                 | Almaty Central Stadium, Almaty diváci: 18 000 rozhodčí: Alexandru Tudor (Rumunsko) |
| Zhalmagambetov 53' | (Report) | Giannakopoulos 78' Liberopoulos 90+4' | Almaty Central Stadium, Almaty diváci: 18 000 rozhodčí: Alexandru Tudor (Rumunsko) |

| 7. září 2005 19:15 |          |           |                                                                                          |
| Ukrajina           | 0 – 1    | Turecko   | Olympijskyj National Sports Complex, Kyjev diváci: 67 000 rozhodčí: Alain Sars (Francie) |
|                    | (Report) | Tümer 55' | Olympijskyj National Sports Complex, Kyjev diváci: 67 000 rozhodčí: Alain Sars (Francie) |

| 7. září 2005 20:00                                            |          |                |                                                                            |
| Dánsko                                                        | 6 – 1    | Gruzie         | Parken Stadium, Kodaň diváci: 27 177 rozhodčí: Emil Bozinovski (Makedonie) |
| Jensen 10' Poulsen 30' Agger 43' Tomasson 55' Larsen 80', 84' | (Report) | Demetradze 37' | Parken Stadium, Kodaň diváci: 27 177 rozhodčí: Emil Bozinovski (Makedonie) |

| 8. října 2005 19:15    |          |                  |                                                                        |
| Ukrajina               | 2 – 2    | Albánie          | Stadium Meteor, Dnipro diváci: 24 000 rozhodčí: Johan Verbist (Belgie) |
| Ševčenko 45' Rotan 86' | (Report) | Bogdani 75', 83' | Stadium Meteor, Dnipro diváci: 24 000 rozhodčí: Johan Verbist (Belgie) |

| 8. října 2005 20:00 |          |       |                                                                            |
| Dánsko              | 1 – 0    | Řecko | Parken Stadium, Kodaň diváci: 42 099 rozhodčí: Frank De Bleeckere (Belgie) |
| Gravgaard 40'       | (Report) |       | Parken Stadium, Kodaň diváci: 42 099 rozhodčí: Frank De Bleeckere (Belgie) |

| 8. října 2005 20:00 |          |            |                                                                            |
| Gruzie              | 0 – 0    | Kazachstán | Boris Paichadze Stadium, Tbilisi diváci: 0 rozhodčí: Jouni Hyytiä (Finsko) |
|                     | (Report) |            | Boris Paichadze Stadium, Tbilisi diváci: 0 rozhodčí: Jouni Hyytiä (Finsko) |

| 12. října 2005 18:00 |          |           |                                                                              |
| Albánie              | 0 – 1    | Turecko   | Qemal Stafa, Tirana diváci: 8 000 rozhodčí: Arturo Daudén Ibáñez (Španělsko) |
|                      | (Report) | Tümer 58' | Qemal Stafa, Tirana diváci: 8 000 rozhodčí: Arturo Daudén Ibáñez (Španělsko) |

| 12. října 2005 19:00 |          |        |                                                                                 |
| Řecko                | 1 – 0    | Gruzie | Karaiskakis Stadium, Piraeus diváci: 28 186 rozhodčí: Matteo Trefoloni (Itálie) |
| Papadopoulos 17'     | (Report) |        | Karaiskakis Stadium, Piraeus diváci: 28 186 rozhodčí: Matteo Trefoloni (Itálie) |

| 12. října 2005 22:00 |          |                            |                                                                                   |
| Kazachstán           | 1 – 2    | Dánsko                     | Almaty Central Stadium, Almaty diváci: 8 050 rozhodčí: Edo Trivković (Chorvatsko) |
| Kuchma 86'           | (Report) | Gravgaard 46' Tomasson 49' | Almaty Central Stadium, Almaty diváci: 8 050 rozhodčí: Edo Trivković (Chorvatsko) |

## Střelci
| Pozice | Hráč                   | Země     | Branky |
| ------ | ---------------------- | -------- | ------ |
| 1      | Fatih Tekke            | Turecko  | 7      |
| 2      | Jon Dahl Tomasson      | Dánsko   | 6      |
| 2      | Andrej Ševčenko        | Ukrajina | 6      |
| 4      | Søren Larsen           | Dánsko   | 5      |
| 4      | Giorgi Demetradze      | Gruzie   | 5      |
| 6      | Erjon Bogdani          | Albánie  | 4      |
| 7      | Martin Jørgensen       | Dánsko   | 3      |
| 7      | Malkhaz Asatiani       | Gruzie   | 3      |
| 7      | Stelios Giannakopoulos | Řecko    | 3      |
| 7      | Angelos Charisteas     | Řecko    | 3      |
| 7      | Tuncay Şanlı           | Turecko  | 3      |
| 7      | Tümer Metin            | Turecko  | 3      |
| 7      | Andrej Husin           | Ukrajina | 3      |